# Tales de Milet
Tales de Milet (grec antic: Θαλῆς ὁ Μιλήσιος)  (Milet, c. 625 aC - Milet, 548 aC ↔ 545 aC) fou un filòsof grec. Nascut a la ciutat jònica de Milet, a la vora del mar Egeu, fill d'Examies i de Cleobulina de Milet (Cleobuline, Κλεοβουλίνη). Els seus principals interessos eren les matemàtiques, l'astronomia i la política, i se'l considera el fundador de la filosofia occidental. Va crear l'anomenada escola de Milet (on també hi hagué el seu alumne Anaximandre i l'alumne d'aquest Anaxímenes).

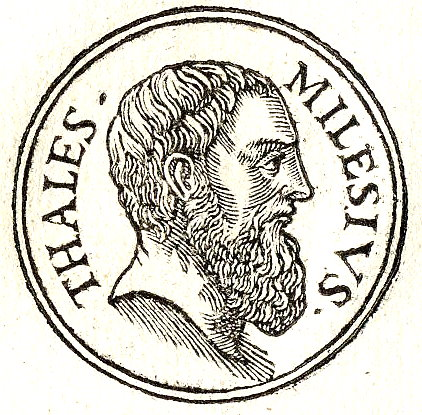
Tales, considerat un dels Set savis de Grècia

Tales era productor i comerciant d'oli d'oliva i va viure a la ciutat de Milet, regió de Jònia, actual Turquia. Els jònics posseïen un trànsit de comerç entre Egipte i Babilònia, i això va possibilitar a Tales viatjar sovint a Egipte quan era jove. Va ser educat en la mitologia egípcia, astronomia i matemàtica i sobre altres cultures exemptes de les tradicions homèriques de la Grècia clàssica. Per aquest motiu, en comptes de conformar-se amb la mitologia tradicional, va buscar les respostes en la naturalesa de les coses.
En matemàtiques, Tales va utilitzar la geometria per calcular les altures de les piràmides i la distància dels vaixells a la costa. És el primer individu conegut que utilitza el raonament deductiu aplicat a la geometria, derivant quatre corol·laris al teorema de Tales. És la primera persona a qui s'ha atribuït un descobriment matemàtic.

## Biografia

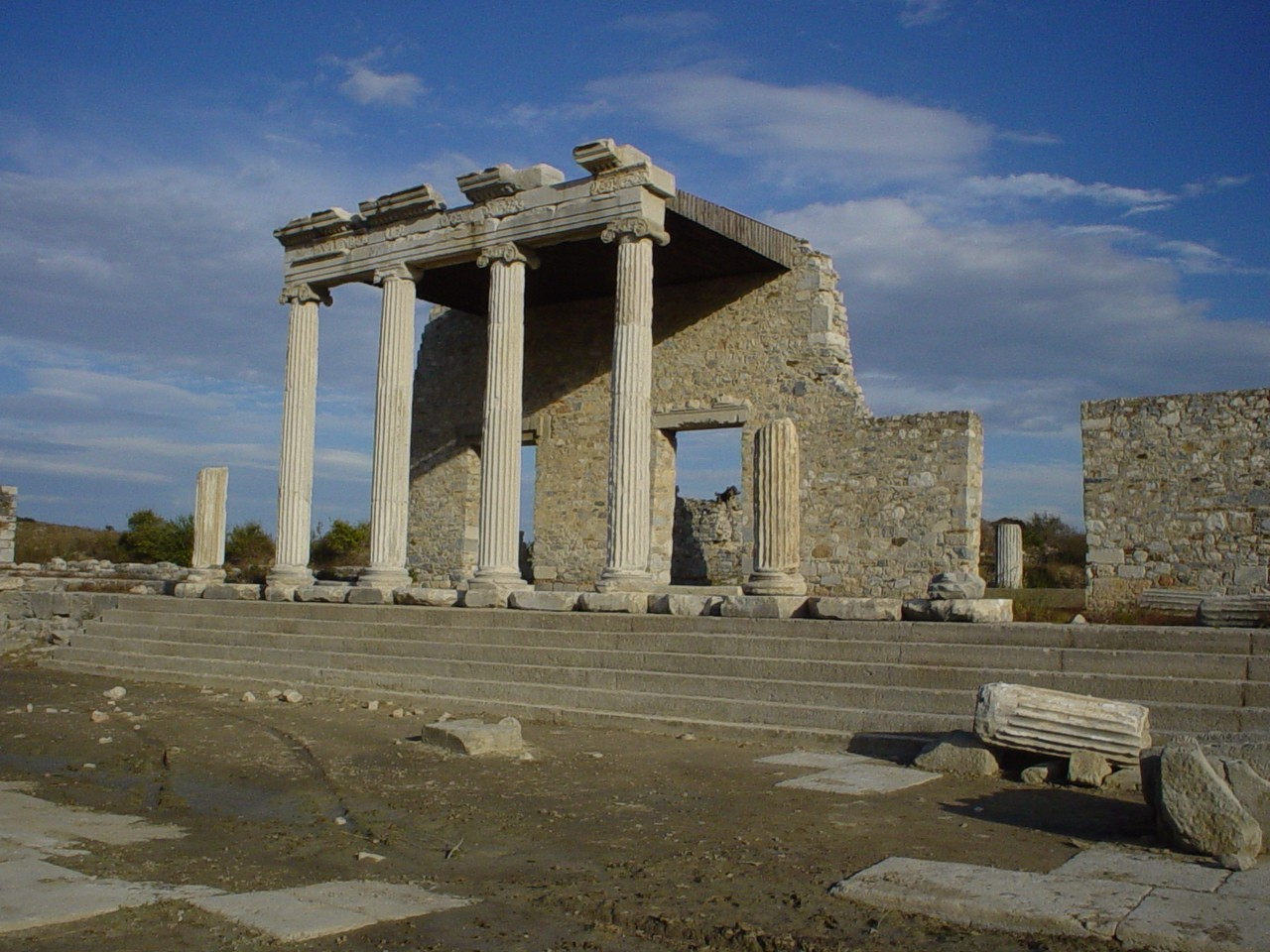
L'estoa jònica de la Via Sagrada de Milet.

La principal font sobre els detalls de la vida i la carrera de Tales és el doxògraf Diògenes Laerci, a la seva obra del segle III dC Vides i opinions dels filòsofs eminents. Tot i que és tot el que es disposa, Diògenes va escriure uns vuit segles després de la mort de Tales i les seves fonts sovint contenien informació poc fiable o fins i tot inventada. Aquest ús de rumors i la manca de citacions de fonts originals porta alguns historiadors, com Dicks i Werner Jaeger, a veure tota la idea de la filosofia presocràtica com una construcció d'una època posterior, formada durant les dues o tres generacions des de Plató fins als deixebles immediats d'Aristòtil. Se sap que Tales era de Milet, una ciutat mercantil establerta a la desembocadura del riu Meandre, prop de l'actual Didim, Turquia.
Les dates de la vida de Tales no es coneixen exactament, però s'estableixen aproximadament mitjançant uns quants esdeveniments datables esmentats a les fonts. Segons l'historiador Heròdot, que va escriure al segle V aC, Tales va predir un eclipsi solar l'any 585 aC. Si suposem que l'acme  d'algú va tenir lloc als 40 anys, la crònica d’Apol·lodor d'Atenes, escrita durant el segle II aC, va situar el naixement de Tales al voltant de l'any 625 aC.

### L'ascendència i la família

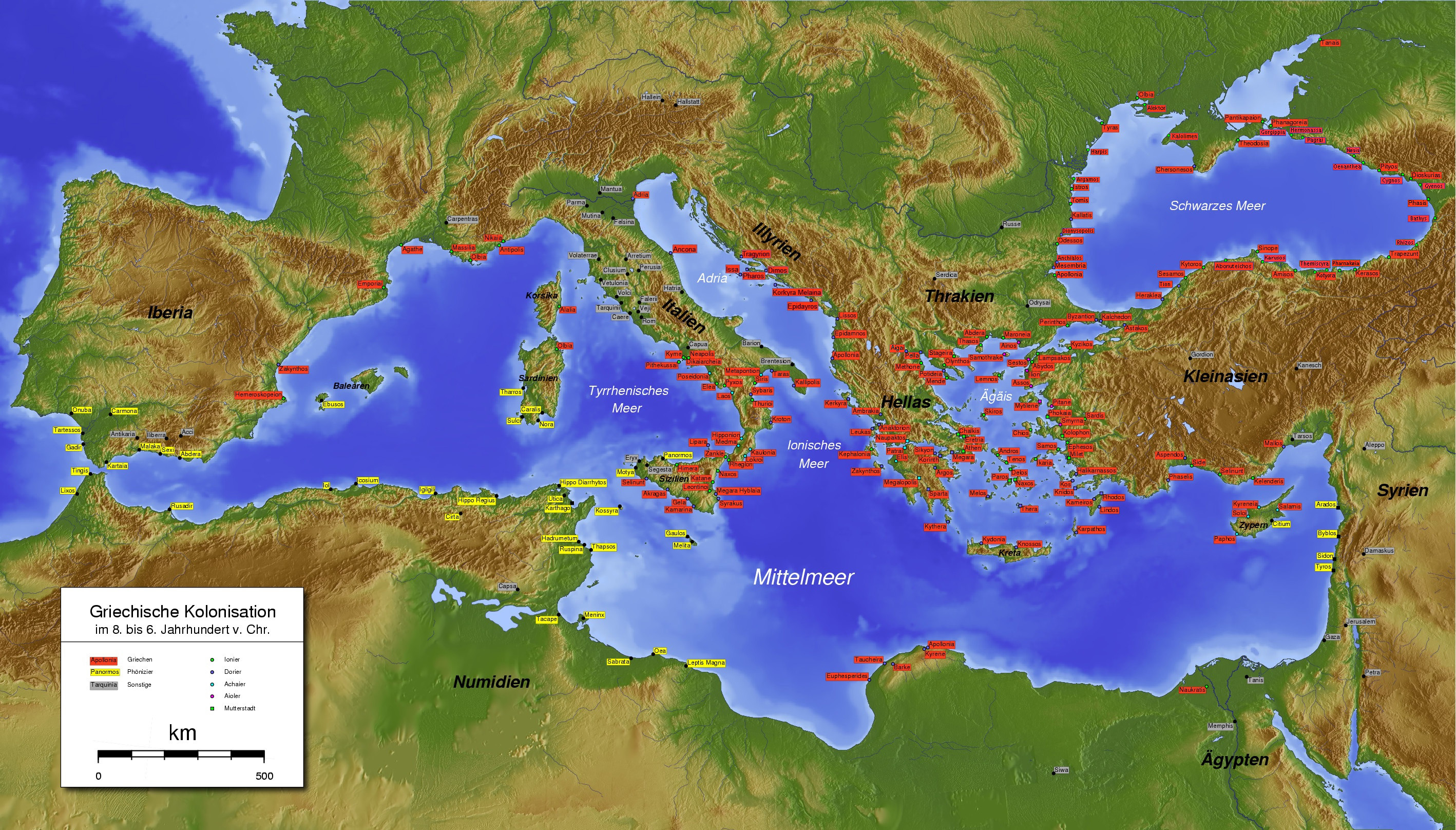
Mapa de les colònies fenícies (en groc) i gregues (en vermell) entre els segles VIII i VI aC

Tot i que és probable que Tales fos tan grec com la majoria dels milesians, Heròdot va descriure Tales com un fenici de descendència remota. Diògenes Laerci fa referència a Heròdot, Duris i Demòcrit, els quals coincideixen «que Tales era fill d'Examyas i Cleòbulina, i pertanyia als tèlides, que són fenicis i es trobaven entre els descendents més nobles de Cadme i Agenor», que havien estat desterrats de Fenícia, i que Tales va ser inscrit com a ciutadà a Milet juntament amb Neleu.
Tanmateix, Friedrich Nietzsche i altres interpreten aquesta cita com que només significa que els seus avantpassats eren cadmeus mariners de Beòcia. També és possible que fos d'ascendència mixta, atès que el seu pare tenia un nom cari i la seva mare un nom grec. Diògenes Laerci també sembla fer referència a un relat alternatiu: «La majoria d'escriptors, però, el representen com un milesi genuí i d'una família distingida». L'Enciclopèdia Britànica (1952) va concloure que Tales era molt probablement un nadiu de Milesi de noble origen i que sens dubte era grec.
Diògenes continua oferint informes més contradictoris: un que Tales es va casar i o bé va tenir un fill (Cibísto o Cibistó) o bé va adoptar el seu nebot del mateix nom; el segon que mai es va casar, dient a la seva mare de jove que era massa aviat per casar-se, i de gran que ja era massa tard. Plutarc havia explicat anteriorment aquesta versió: Soló va visitar Tales i li va preguntar per què es mantenia solter; Tales va respondre que no li agradava la idea d'haver-se de preocupar pels fills. No obstant això, uns anys més tard, ansiós per la família, va adoptar el seu nebot Cybisthus.

## Importància de Tales
Abans de Tales, els grecs explicaven l'origen i naturalesa del cosmos amb mites d'herois i déus antropomòrfics. En contrast, Tales argumentava que l'aigua és l'origen i essència de totes les coses (arque), en la que potser és la primera explicació significativa del món físic sense fer referència al sobrenatural. Probablement, va escollir aquest element perquè de l'aigua sorgeix la vida (els mars, el líquid amniòtic, el reg de les plantes...) i ocupa un paper primordial en la civilització (com els grans rius a Mesopotàmia i a Egipte). També es va basar en el fet que va presenciar el sorgiment d'una illa del mar, i va creure que l'aigua ho formava absolutament tot, de manera que era un element que podia ser líquid, gasós o sòlid.
Tales atribuïa vida a allò que no és viu; segons sembla, la inspiració d'aquesta idea es va produir a partir de l'observació d'una pedra d'imant que s'havia trobat.
Creia que la Terra era un disc que surava sobre el mar i la Lluna reflectia la llum del Sol. També va especificar que un any dura 365 dies i un quart, fet que després es corregiria amb els anys bixests. Heròdot el menciona quan va predir que hi hauria un eclipsi solar el dia 28 de maig del 585 aC, que posà fi a la lluita entre lidis i medes. Amb aquesta afirmació, Tales defensava que la raó humana era capaç de predir per si mateixa els fenòmens de la natura. Quedaven enrere els temps en què tot s'explicava amb la religió i es posava en marxa la història de la ciència occidental, així com s'iniciava la filosofia presocràtica.
Tales va crear el concepte de filosofia, que significa amor a la saviesa, per referir-se a l'activitat de tots aquells que volien comprendre el món mitjançant la raó i va tenir una profunda influència en altres pensadors grecs. Se sap que va visitar un dels més famosos deixebles del seu amic Anaximandre, Pitàgores, a qui aconsellà que viatgés a Egipte per a la seva preparació matemàtica i filosòfica. Molts van seguir aquest consell per buscar les explicacions en la natura en comptes de basar-se en el sobrenatural; tot i que molts van retornar a les explicacions sobrenaturals, el cert és que ho feien incorporant un llenguatge filosòfic i racional que deixava enrere els mites i la religió.
Es va guanyar fama de savi amb fets com el de la mesura de les piràmides egípcies o la mesura de la distància dels vaixells a la mar aplicant els seus teoremes. Segons narra Jeroni de Rodes, per a mesurar les piràmides va fer servir un mètode simple: la comparació amb l'ombra i el triangle imaginari que en formen. Per al càlcul de la distància de vaixells, hauria fet servir un pal clavat en un suro usat com a punt de mira i comparant els triangles semblants que se'n formen.

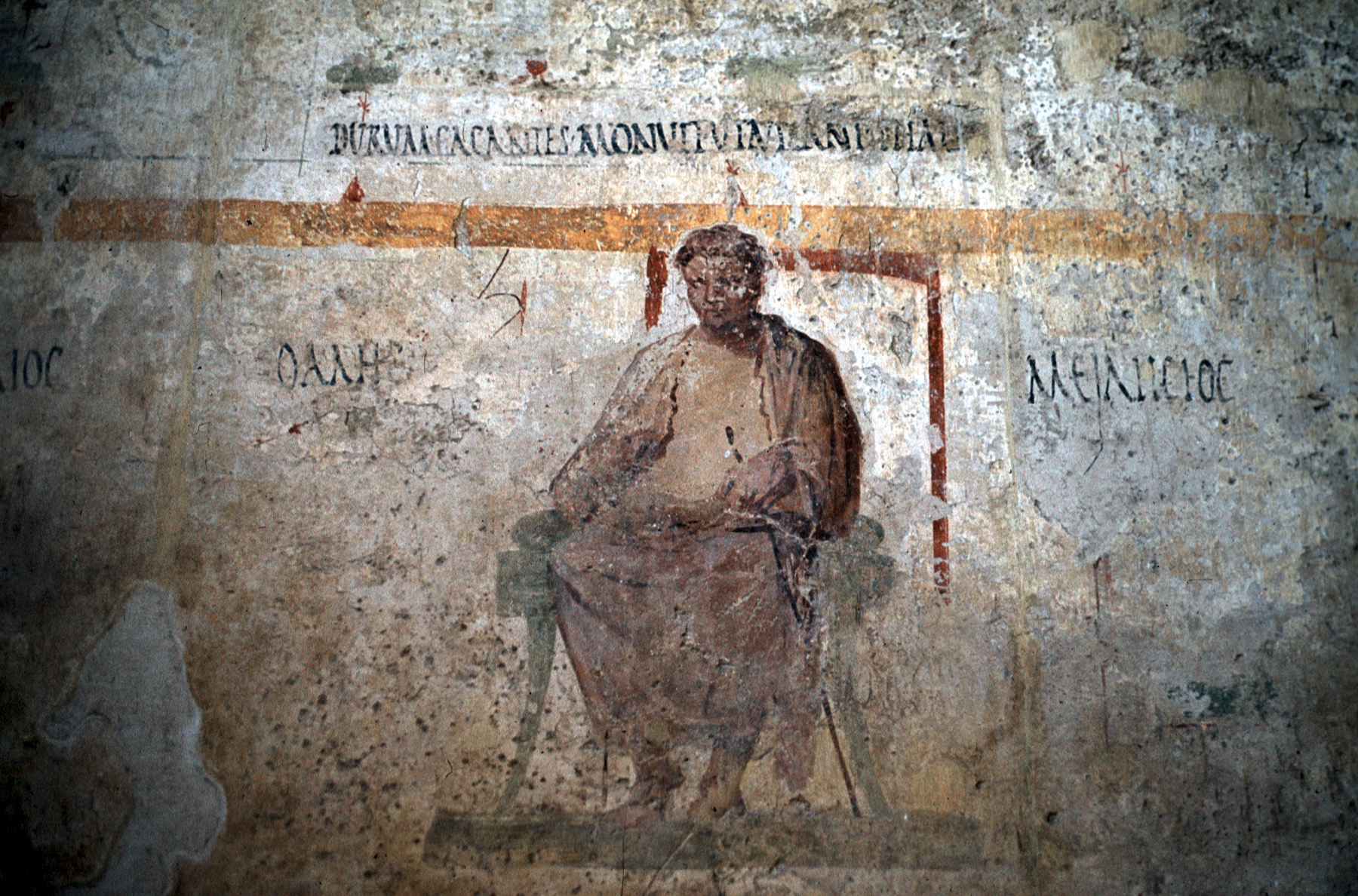
Mur dels banys dels Set Savis d'Ostia on està representat Tales de Milet sota una inscripció humorística: Durum cacantes monuit ut nitant Thales, possiblement del Segle II de la nostra era.

## Obres i fonts d'estudi
Quan va tornar a Milet dels seus viatges, va fundar una escola de filosofia en què es van formar diversos pensadors grecs importants, entre els quals es troben Anaximandre (610-546 aC) i Anaxímenes (585-525 aC). A més, va ser conseller de diversos reis i va contribuir a preservar la independència de Milet.
Tales no va deixar escrits; el coneixement que se'n té procedeix dels relats d'Aristòtil.

## Influència

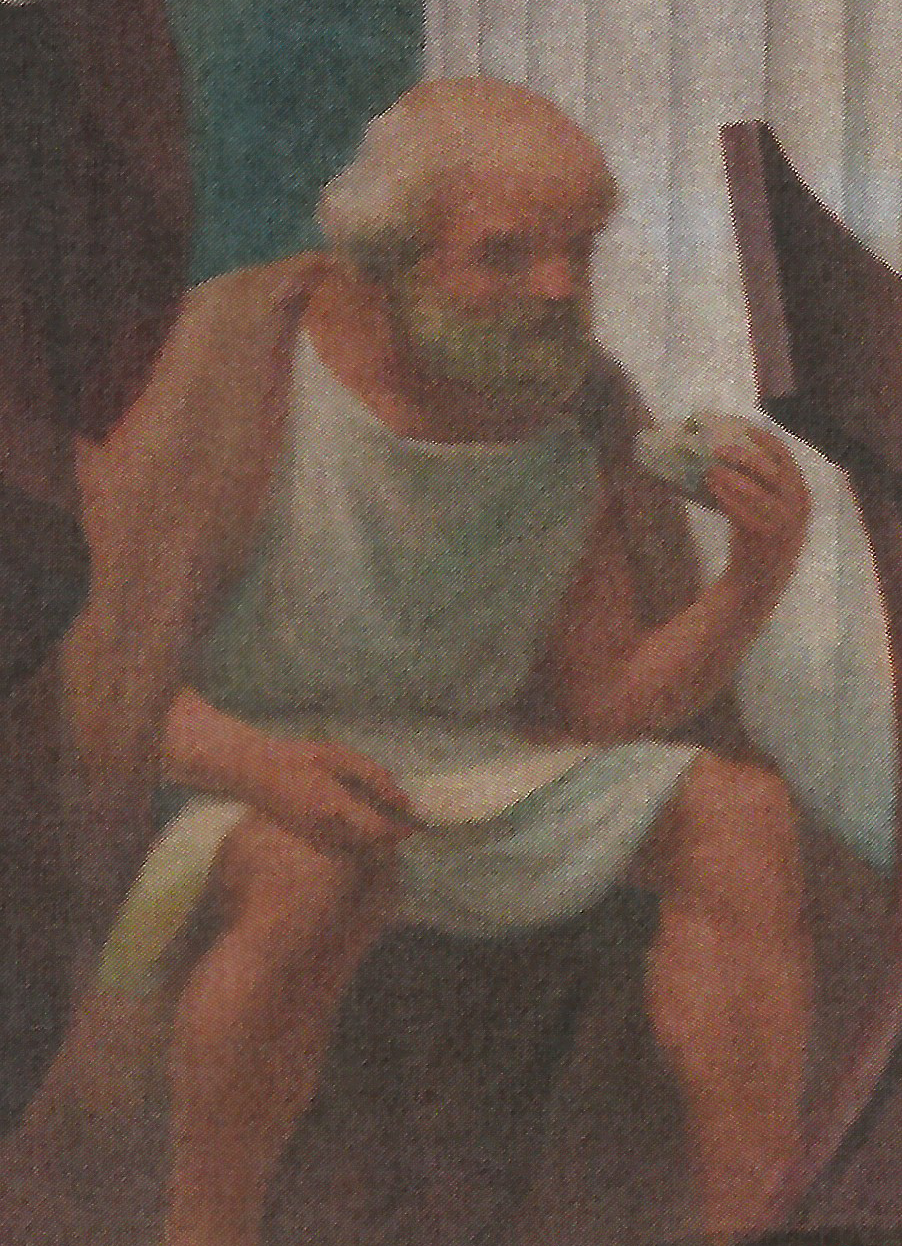
Detall de Tales dEls inicis de la ciència (1906) de Veloso Salgado

Tales va tenir una profunda influència en altres pensadors grecs i, per tant, en la història occidental. Tanmateix, a causa de l'escassetat de fonts sobre Tales i les discrepàncies entre els relats que es donen a les fonts que han sobreviscut, hi ha un debat acadèmic sobre l'abast de la influència que va tenir Tales i sobre quins dels filòsofs i matemàtics grecs el van seguir.
Els tres primers filòsofs de la tradició occidental van ser tots cosmòlegs de Milet, i Tales va ser el primer, seguit d’Anaximandre, a qui va seguir al seu torn Anaxímenes. Han estat batejades com l’escola de Milesia. Segons la Suda, Tales havia estat el mestre i parent d'Anaximandre. En lloc d'aigua, Anaximandre sostenia que tot estava fet d'Apíron o allò il·limitat; mentre que Anaxímenes, el successor d'Anaximandre, potser més semblant a Tales amb l'aigua, sostenia que tot estava compost d’aire.
John Burnet (1892) va assenyalar
| « | Finalment, tenim un exemple admès de gremi filosòfic, el dels pitagòrics. I es descobrirà que la hipòtesi, si s'ha d'anomenar així, d'una organització regular de l'activitat científica explicarà per si sola tots els fets. El desenvolupament de la doctrina a les mans de Tales, Anaximandre i Anaxímenes, per exemple, només es pot entendre com l'elaboració d'una sola idea en una escola amb una tradició contínua. | » |

Com a dos dels primers matemàtics grecs, a Tales també se li considera una influència en Pitàgores. Segons Jàmblic, Pitàgores «s'havia beneficiat de la instrucció de Tales en molts aspectes, però la seva lliçó més gran havia estat aprendre el valor d'estalviar temps». Fonts primerenques expliquen que Pitàgores, en aquesta història un deixeble d'Anaximandre, va visitar Tales de jove, i que Tales li va aconsellar que viatgés a Egipte per ampliar els seus estudis filosòfics i matemàtics.
Tales també va ser considerat el mestre de l'astrònom Mandròlit de Priene. És possible que també fos el mestre de Cleostrat de Tenedos.